# Rivière Matawin Ouest
Rivière Matawin Ouest är ett vattendrag i Kanada.   Det ligger i provinsen Québec, i den sydöstra delen av landet, 170 km nordost om huvudstaden Ottawa.
I omgivningarna runt Rivière Matawin Ouest växer i huvudsak blandskog. Trakten runt Rivière Matawin Ouest är nära nog obefolkad, med mindre än två invånare per kvadratkilometer.